# Afrephialtes navus
Afrephialtes navus là một loài tò vò trong họ Ichneumonidae.